# Église Saint-Christophe-de-Javel
Pour les articles homonymes, voir Église Saint-Christophe et Javel.
L'église Saint-Christophe-de-Javel est une église de Paris située rue Saint-Christophe dans le 15e arrondissement à proximité du croisement avec la rue de la Convention dans le quartier de Javel, elle est inscrite au titre des monuments historiques ,.
Ce site est desservi par la station de métro Javel - André Citroën.

## Histoire
Commencée en 1926, puis inaugurée le 4 juillet 1930 et bénie le 26 octobre 1930, l'église se présente dans un style moderne grâce à l'emploi du ciment armé moulé utilisé pour les éléments structurels.
Une chapelle en bois, construite à cet emplacement en 1864, dénommée « chapelle Saint-Alexandre », fut détruite en 1890, une chapelle provisoire fut utilisée jusqu'en 1898 jusqu'à la construction de l'église en 1926. L'église actuelle est l'œuvre de l'architecte Charles-Henri Besnard. Il employa pour cela des techniques qu'il avait brevetées quelques années plus tôt comme des éléments de ciment armé moulé. C'est la première église construite avec cette méthode.

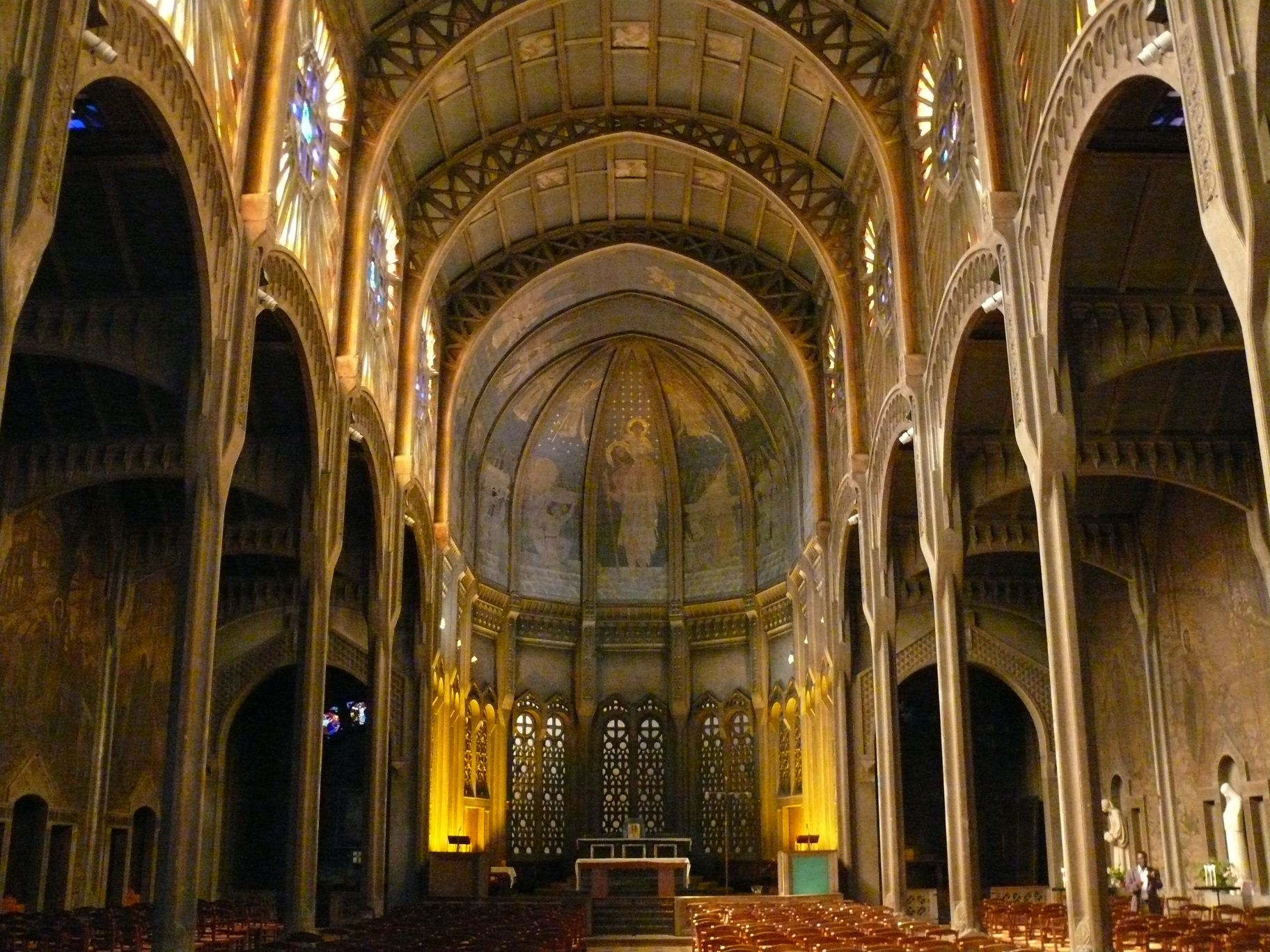
La nef côté chœur.
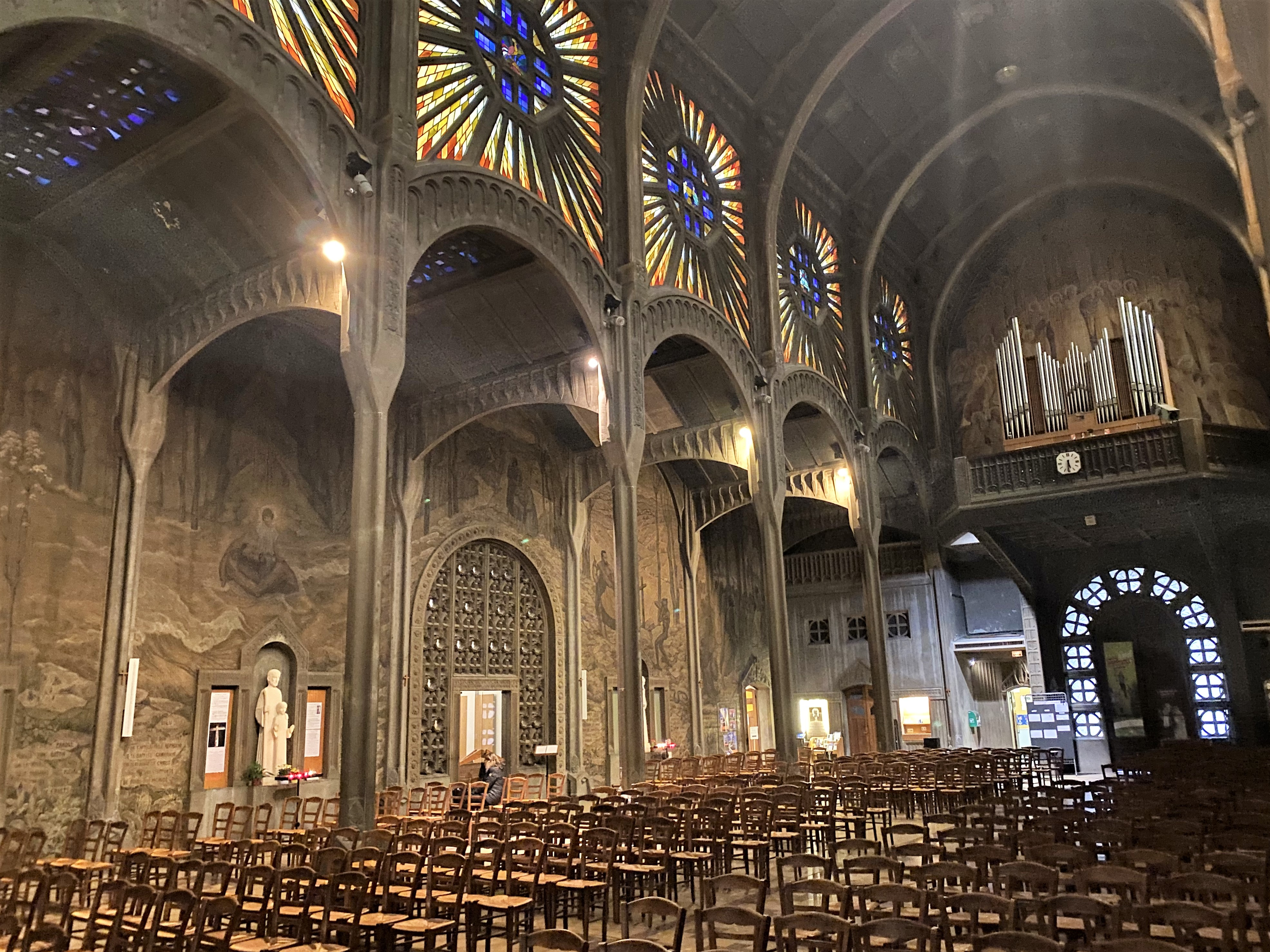
La nef côté orgue.

## La Maîtrise de Saint-Christophe
En 1955, Claude Sommaire, organiste, crée la Manécanterie des Petits Chanteurs de Saint-Christophe-de-Javel, qui s'est récemment transformée en Chœurs de Saint-Christophe de Javel, sous l'impulsion de l'un de ses chefs de chœurs : Lionel Sow, qui dirigea par la suite la Maîtrise de Notre-Dame de Paris et qui dirige depuis 2011 le Chœur de l'Orchestre de Paris en résidence à la Philharmonie de Paris. En 1995, le chœur de filles Caecilia est créé par Erwane Pinault.
Parmi ses anciens chefs de chœur, on compte aussi le chef et organiste Henri Chalet, actuel chef de la Maîtrise de Notre-Dame de Paris, la compositrice et interprète Caroline Marçot, mais aussi Marc Korovitch, actuel chef du Jeune Chœur de Paris et Gérald de Montmarin, actuel chef de la Maîtrise de la cathédrale de Strasbourg.
La Maîtrise est aujourd'hui composée du chœur préparatoire, du chœur d'enfants et du chœur d'adultes.
En 2023, la Maîtrise est dirigée par Gisèle Delgoulet et Rogatien Despaigne.

## Œuvres d'art et classement

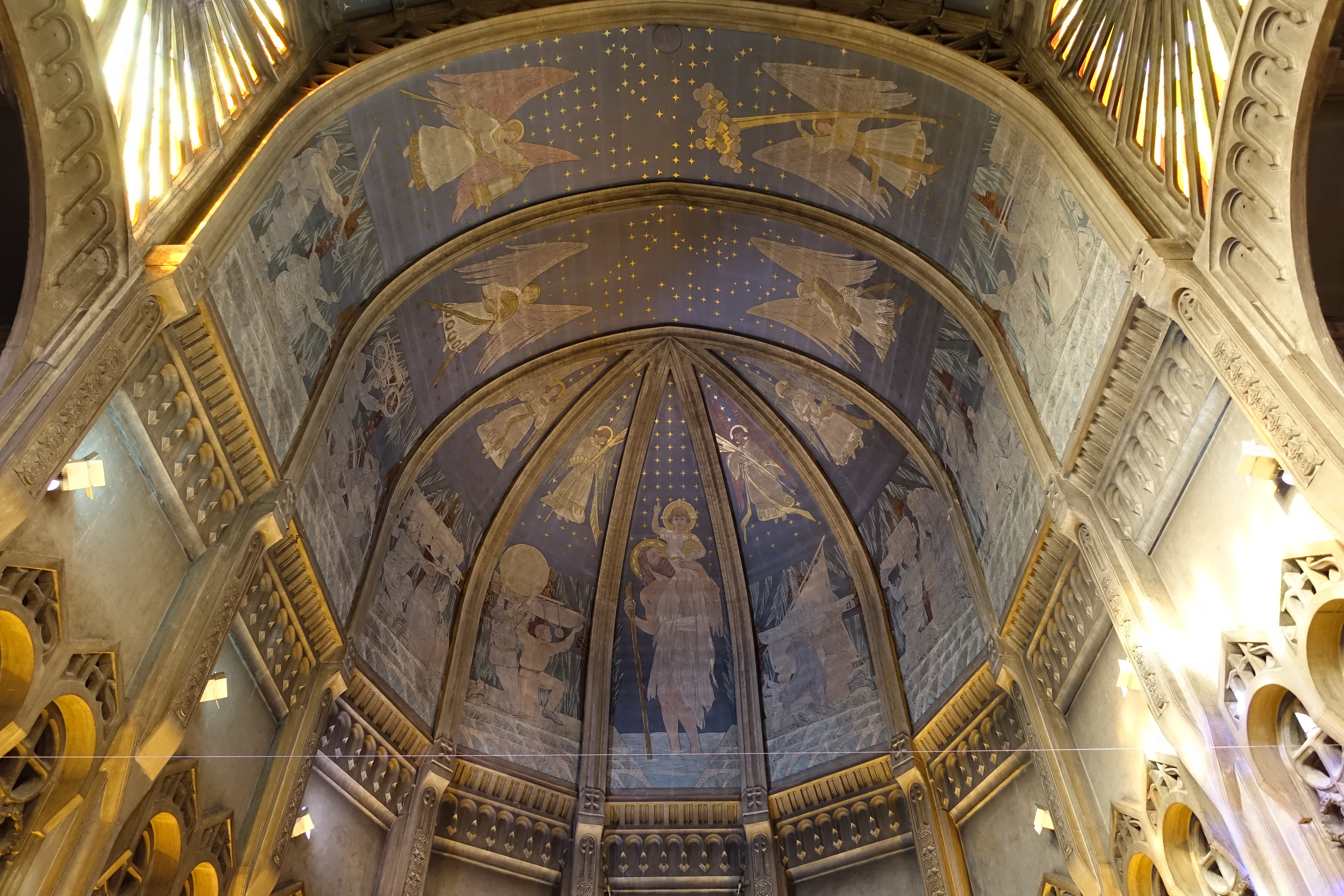
Peinture du chœur, Henri-Marcel Magne.

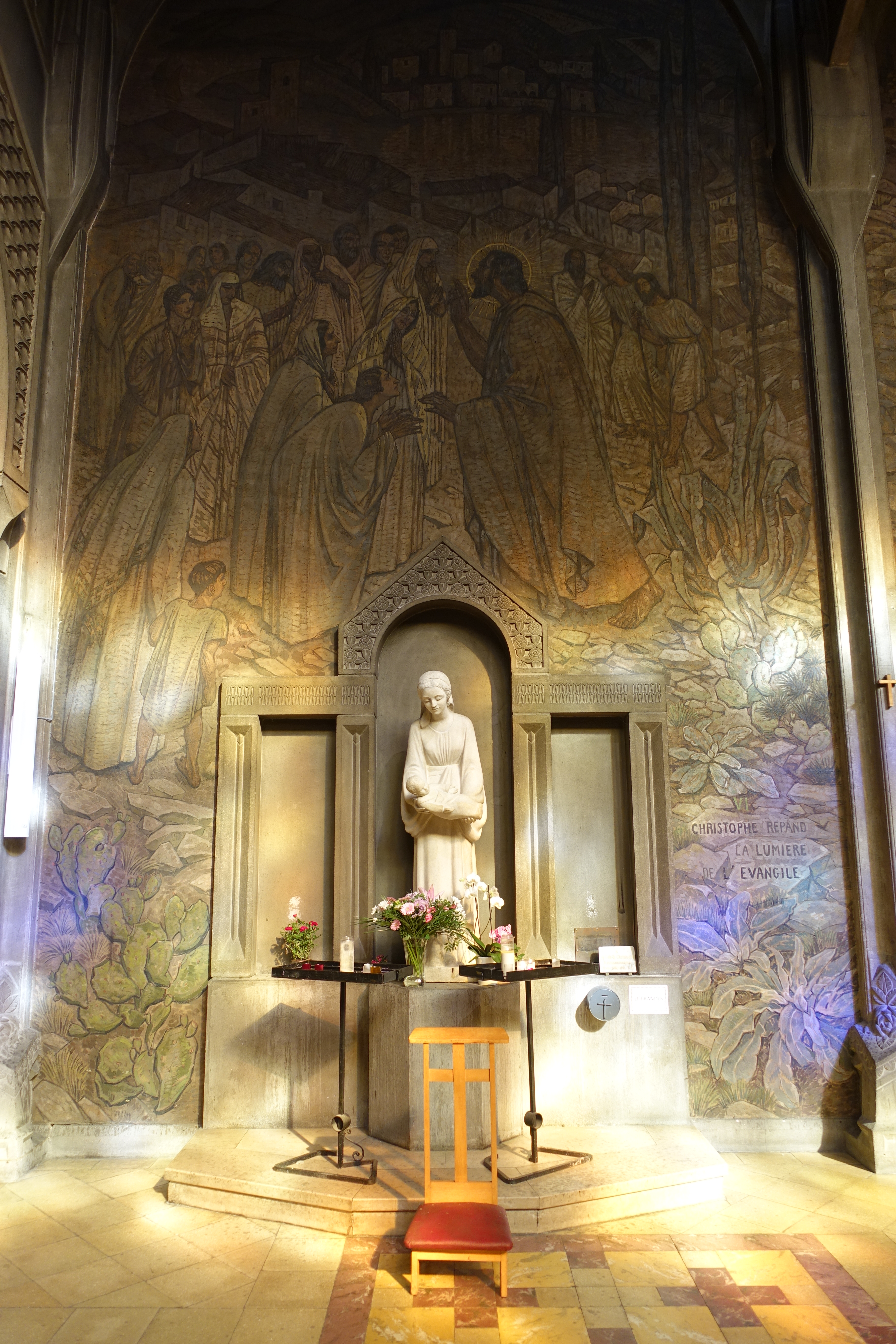
Statue de sainte Françoise tenant l'enfant.

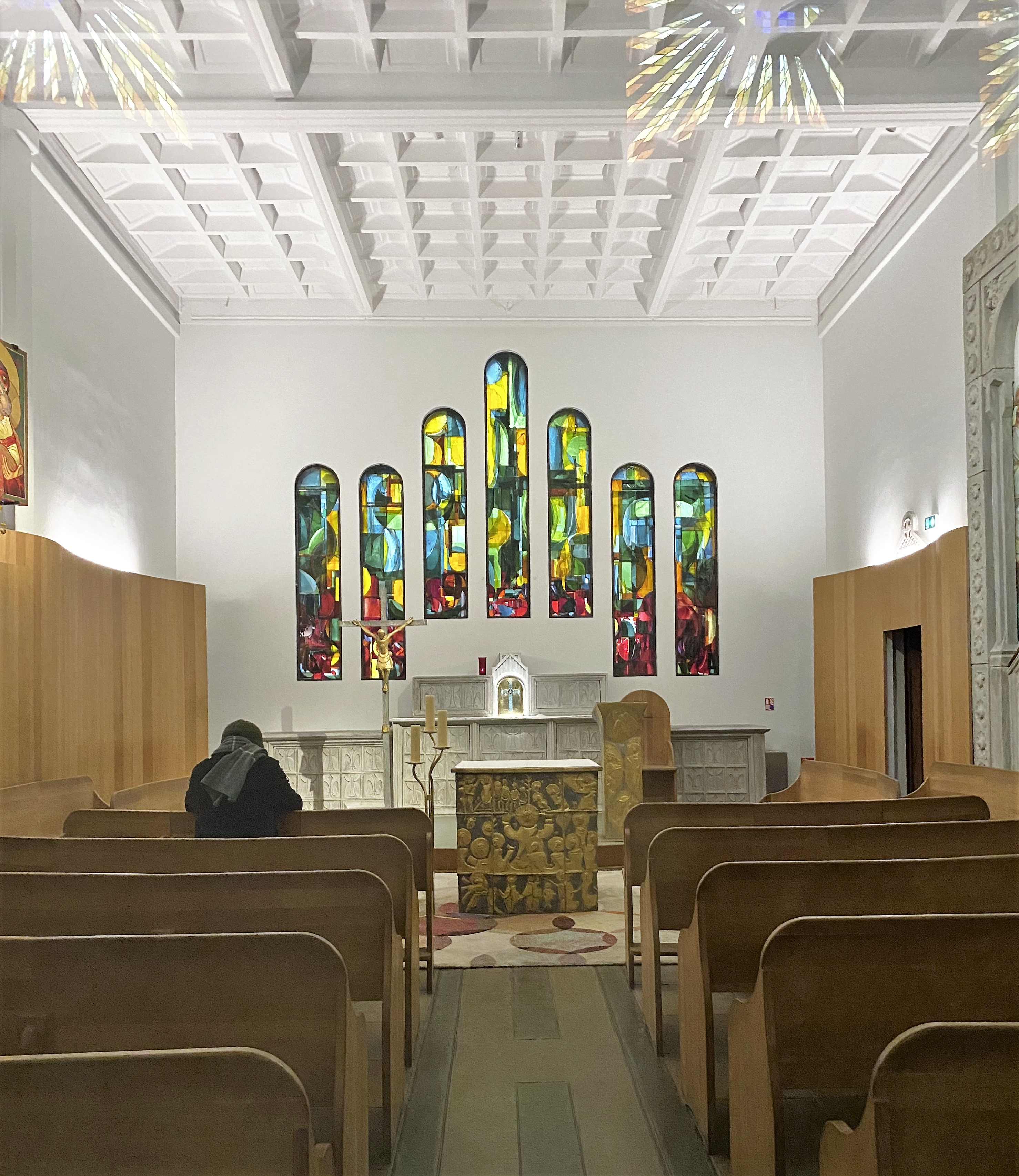
Chapelle de la Vierge et du Saint-Sacrement.

L'église est dédiée à saint Christophe. La peinture murale du chœur, œuvre de Henri-Marcel Magne, le représente entouré de voyageurs implorant sa protection, et de moyens de locomotion modernes (train, paquebot, ballon, avion, automobile), inspirés par les industries de transport du quartier dont les usines Citroën toutes proches. Douze panneaux peints par Jac Martin-Ferrières retracent sa vie. L'église possède également un vitrail de Jacques Grüber et des verres moulés de Max et Jean Braemer.
Le fronton de l'église, en brique et béton, est orné d'une grande statue du saint réalisée en béton, œuvre de Pierre Vigoureux.
L'église et les façades et toitures du centre paroissial annexe sont protégées depuis 1975, à la suite d'une campagne nationale sur la protection de l'architecture des XIXe et XXe siècles.

## Liste des curés de la paroisse
- 1926-1951 : Jean-Baptiste Aymard et A.A. Faugère (Assomptionniste), curé-constructeur[6]
- 1951-1960 : Père Michel Cornillie
- 1960-1967 : Père Pierre Santu
- 1967-1969 : Père Dominique Monnier
- 1969-1975 : Père Xavier Naudin
- 1975-1981 : Père Bernard Roché
- 1981-1982 : Père Michel Guittet
- 1982-1985 : Père Jean Risler
- 1985-1991 : Père Jean Teurlay
- 1991-1997 : Père Plassiart
- 1997-2006 : Père Antoine Louis de Laigue
- 2006-2013 : Père Jean-Claude Bardin
- 2013-2022 : Père Yannick André
- Depuis 2022 : Père Emmanuel Coquet